# Ace Combat 3: Electrosphere
Ace Combat 3: Electrosphere is een actie- en simulatiespel ontwikkeld door Namco voor de PlayStation.

## Ontwikkeling
De eerste conceptafbeeldingen kwamen beschikbaar in 1998 tot begin 1999. De meeste muziek uit het spel is gecomponeerd door Tetsukazu Nakanishi, die ook bij latere spellen uit de serie de muziek zal verzorgen.
De Japanse versie van het spel werd uitgebracht op 27 mei 1999. Spelers kregen bij aankoop een handleiding en een boek genaamd Ace Combat 3 Electrosphere Portfolio Photosphere met daarin beschrijvingen van personage's, vliegtuigen en andere elementen. De Amerikaanse/Europese versie van het spel had echter geen cutscenes en maar 36 van de 52 missies.

## Verhaal
Het spel speelt zich af op het continent Usean, omstreeks 2040. Twee bedrijven, Neucom Inc en General Resources Ltd, kampen met grensconflicten. Dit loopt uit tot een oorlog.

## Gameplay
In het spel is een singleplayermodus te vinden, waarin de speler een nieuwe campagne kan beginnen onder een specifieke gebruikersnaam. Hierna werkt de speler toe naar een van de vijf verschillende eindes van het spel.

## Ontvangst
| Beoordeeld door        | Datum         | Score |
| ---------------------- | ------------- | ----- |
| PSM                    | maart 2000    | 100%  |
| Game Vortex            | 1999          | 92%   |
| PSX Extreme            | 22 maart 2000 | 91%   |
| Absolute Playstation   | maart 2000    | 90%   |
| Super Play             | januari 2000  | 80%   |
| TotalVideoGames (TVG)  | 2000          | 80%   |
| Game Informer Magazine | april 2000    | 78%   |
| Gamers' Republic       | april 2000    | 75%   |
| GameSpot               | 22 juni 1999  | 62%   |
| Electric Playground    | 1999          | 60%   |